# Jeffrey Kramer
Jeffrey Kramer, ameriški filmski, televizijski igralec in producent, * 15. julij 1945, New York City, ZDA.                                                                                                                                       
Kramer je znan po igranju v filmih Žrelo 1 in Žrelo 2 kot pomočnik šerifa Hendricks. Nastopil je tudi v filmih Noč čarovnic 2 in Santa Claus: The Movie. 